# Mesogaulus
Mesogaulus — род вымерших млекопитающих из вымершего семейства Mylagaulidae отряда грызунов. Жил во времена миоцена (24,8—5,333 млн лет назад) в Северной Америке на территории современных США (штаты Небраска, Монтана, Колорадо) и Канады (штат Саскачеван).

## Классификация
По данным сайта Paleobiology Database, на апрель 2022 года в род включают 2 вымерших вида:
- Mesogaulus ballensistypus
- Mesogaulus paniensis